# Pauline Carton
Pauline Carton, echte naam Pauline Aimée Biarez (Biarritz, 4 juli 1884 – Parijs, 17 juni 1974), was een Frans toneel- en filmactrice.
Als jong meisje woonde Carton elke week een toneelstuk bij. Op haar twintig stond ze voor het eerst op de planken: in een komedie van de toenmalige succesauteur Pierre Wolff vertolkte ze de rol van een jonge prostituee. Daarnaast deed ze ervaring op in de wereld van de revues en het variété. Ze speelde ook mee in operettes.
Ze debuteerde al in 1907 op het witte doek. Van meet af aan vertolkte ze bijrollen, wat ze gedurende haar hele carrière bleef doen. Haar chignon, haar plat Parijs accent en haar bijtende humor waren haar handelsmerk.  
Carton werkte vaak samen met regisseur Sacha Guitry. Ze draaide niet alleen een twintigtal films onder zijn regie (Le Roman d'un tricheur (1936), Si Paris nous était conté (1956), Assassins et Voleurs (1957)...), ze werd ook zijn vertrouwelinge en zijn secretaresse. 
Ze verscheen in ongeveer 250 films, veelal komische. Ze werd heel dikwijls gevraagd voor de rol van conciërge, meid, tante en feeks. Zo was ze onder meer te zien in Feu Mathias Pascal (Marcel L'Herbier, 1926), Le Sang d'un poète (Jean Cocteau, 1930), Du haut en bas (Georg Wilhelm Pabst, 1933), Sans lendemain (Max Ophüls, 1940), Les Amants du pont Saint-Jean (Henri Decoin, 1947), Miquette et sa mère (Henri-Georges Clouzot, 1950), Amédée (Gilles Grangier, 1950) en Carnaval (Henri Verneuil, 1953). In de Amerikaanse oorlogsfilm The Longest Day (1962) speelde ze een van haar laatste rollen.
Carton was niet getrouwd. Ze woonde tussen 1914 en zijn dood in 1964 samen met de Zwitserse schrijver en dichter Jean Violette. Ze was 89 jaar toen ze in 1974 overleed.
- Biblioteca Nacional de España: XX4930606
- Bibliothèque nationale de France: cb13892220g (data)
- Gemeinsame Normdatei: 140275452
- International Standard Name Identifier: 0000 0001 2142 306X
- Library of Congress Control Number: no2009054080
- MusicBrainz: ab2687bd-94d1-4feb-9027-d28c49c4fa80
- Nationale Bibliotheek van Tsjechië: xx0151909
- Nationale Bibliotheek van Israël: 987008817268005171
- Nederlandse Thesaurus van Auteursnamen: 182315215
- SNAC: w6cv8nq5
- Système universitaire de documentation: 055667066
- Virtual International Authority File: 85938141
- WorldCat: E39PBJfRCxQFgmMKc7JThT89jC